# 헨리 제임스 섬너 메인
헨리 제임스 섬너 메인 경(Sir Henry James Sumner Maine, 1822년 8월 15일 ∼ 1888년 2월 3일)은 영국의 법학자이다.
로마법·인도법 등의 법제사·비교법 연구의 성과인 《고대법》(1861년)으로 독일의 역사 법학에 진화론 사상을 가미해서 영국 역사 법학을 수립했다. 법의 발전을 사회의 발전과의 관련에서 포착하고, 로마가 고대 일반의 정체적 사회로부터 탈피하여 진보적 사회로 진화하고, 법문화를 탄생시킨 점에 힌트를 받아 ‘신분에서 계약으로’의 법진화의 법칙을 제창하였다.

## 참고 자료
- 이 문서에는 다음커뮤니케이션(현 카카오)에서 GFDL 또는 CC-SA 라이선스로 배포한 글로벌 세계대백과사전의 "〈법의 발달〉, 메인" 항목을 기초로 작성된 글이 포함되어 있습니다.